# Xerochrysum bicolor
Xerochrysum bicolor là một loài thực vật có hoa trong họ Cúc. Loài này được (Lindl.) R.J.Bayer mô tả khoa học đầu tiên năm 2001.